# Irbisia cascadia
Irbisia cascadia är en insektsart som beskrevs av Schwartz 1984. Irbisia cascadia ingår i släktet Irbisia och familjen ängsskinnbaggar. Inga underarter finns listade i Catalogue of Life.